# Martin Roach
Martin Jamie Roach (Toronto, 15 luglio 1962) è un attore e doppiatore canadese.

## Biografia
Come attore ha recitato sia in ambito cinematografico che soprattutto in quello televisivo interpretando, tra i tanti, il capitano Gosset in See e l'agente Picard in Reacher. Al contempo è attivo pure come doppiatore, attività in cui si è distinto per avere dato voce a Jake Justice in Rescue Heroes - Squadra soccorso.

## Filmografia

### Cinema
- Extreme Measures - Soluzioni estreme (Extreme Measures), regia di Michael Apted (1996)
- Bait - L'esca (Bait), regia di Antoine Fuqua (2000)
- Don't Say a Word, regia di Gary Fleder (2001)
- Paid in Full, regia di Charles Stone III (2002)
- Highwaymen - I banditi della strada (Highwaymen), regia di Robert Harmon (2004)
- Cube Zero, regia di Ernie Barbarash (2004)
- Cake - Ti amo, ti mollo... ti sposo (Cake), regia di Nisha Ganatra (2005)
- L'amore in gioco (Fever Pitch), regia di Bobby e Peter Farrelly (2005)
- Bottom Feeder, regia di Randy Daudlin (2007)
- Le cronache dei morti viventi (Diary of the Dead), regia di George A. Romero (2007)
- Kit Kittredge: An American Girl, regia di Patricia Rozema (2008)

- Dream House, regia di Jim Sheridan (2011)
- Kick-Ass 2, regia di Jeff Wadlow (2013)
- Il caso Spotlight (Spotlight), regia di Tom McCarthy (2015)
- La forma dell'acqua - The Shape of Water (The Shape of Water), regia di Guillermo del Toro (2017)
- Un'eredità per Natale (Christmas Inheritance), regia di Ernie Barbarash (2017)
- Ogni giorno (Every Day), regia di Michael Sucsy (2018)
- Qualcuno salvi il Natale (The Christmas Chronicles), regia di Clay Kaytis (2018)
- The Prodigy - Il figlio del male (The Prodigy), regia di Nicholas McCarthy (2019)
- Shazam!, regia di David F. Sandberg (2019)
- Code 8, regia di Jeff Chan (2019)
- The Man from Toronto, regia di Patrick Hughes (2022)
- Humane, regia di Caitlin Cronenberg (2024)

### Televisione
- Piccoli Brividi (Goosebumps) - serie TV, 2 episodi (1996-1997)
- Pianeta Terra - Cronaca di un'invasione (Earth: Final Conflict) - serie TV, 4 episodi (1999-2001)
- Avengers - serie TV, 13 episodi (1999-2000)
- Paradise Falls - serie TV, 7 episodi (2001)
- Detective Monk (Monk) - serie TV, episodio 1x08 (2002)
- 1-800-Missing - serie TV, 3 episodi (2003)
- Street Time - serie TV, episodio 1x18 (2003)
- Puppets Who Kill - serie TV, 2 episodi (2004-2005)
- Kojak - serie TV, 2 episodi (2005)
- The Border - serie TV, episodio 1x11 (2008)
- Aaron Stone - serie TV, 20 episodi (2009-2010)
- Covert Affairs - serie TV, episodio 1x01 (2010)
- Falling Skies - serie TV, 5 episodi (2011)
- Hemlock Grove - serie TV, 2 episodi (2013)
- Come creare il ragazzo perfetto (How to Build a Better Boy), regia di Paul Hoen – film TV (2014)
- The Expanse - serie TV, 9 episodi (2015-2018)
- Beauty and The Beast - serie TV, episodio 3x12 (2015)
- Suits - serie TV, episodio 6x09 (2016)
- The Strain - serie TV, episodio 3x04 (2016)
- Conviction - serie TV, episodio 1x10 (2017)
- Saving Hope - serie TV, episodio 5x07 (2017)
- Good Witch - serie TV, episodio 3x03 (2017)
- Salvation - serie TV, episodio 1x06 (2017)
- Dino Dana - serie TV, episodio 1x10 (2017)
- Designated Survivor - serie TV, episodi 2x16-2x17 (2018)
- Falling Water - serie TV, episodio 2x07 (2018)
- Private Eyes - serie TV, episodio 2x14 (2018)
- Hudson & Rex - serie TV, 2 episodi (2019)
- Northern Rescue - serie TV, episodio 1x02 (2019)
- Killjoys - serie TV, episodio 5x06 (2019)
- Locke & Key - serie TV, 8 episodi (2020-2021)
- Self-Made: La vita di Madam C.J. Walker (Self Made: Inspired by the Life of Madam C.J. Walker) - serie TV, episodio 1x02 (2020)
- See - serie TV, 12 episodi (2021-2022)
- American Gods - serie TV, episodio 3x04 (2021)
- Reacher - serie TV, 5 episodi (2022)
- Gli orrori di Dolores Roach (The Horrors of Dolores Roach) - serie TV, episodio 1x08 (2023)
- The Umbrella Academy - serie TV, 4 episodi (2024)
- Tracker - serie TV, episodio 1x05 (2024)
- Cruel Intentions - serie TV, episodio 1x02 (2024)

### Doppiaggio

#### Animazione
- Rescue Heroes - Squadra soccorso (Rescue Heroes) - serie animata, 37 episodi (1999-2013), voce di Jake Justice.
- I vendicatori (Avengers) - serie animata, 13 episodi (1999-2000)
- Knights of the Zodiac - serie animata, 39 episodi (2003-2004)
- Yin Yang Yo! - serie animata, 58 episodi (2006-2009)
- Friends and Heroes - serie animata, 7 episodi (2007)
- Poppets Town - serie animata, 26 episodi (2009-2011)
- Crash Canyon - serie animata, 26 episodi (2011-2013)
- Mike il cavaliere (Mike the Knight) - serie animata, 15 episodi (2011-2013)
- L'ispettore Gadget - serie animata, 52 episodi (2015-2018)
- Atomic Puppet - serie animata, 29 episodi (2016-2017)
- My Little Pony - Ritrova la tua magia (My Little Pony: Make Your Mark) - serie animata, episodio 6x01 (2021)
- Go, Dog. Go! - serie animata, 5 episodi (2021): voce di Paw.
- Rubble & Crew - serie animata (2023): voce di Nonno Gravel.

#### Videogiochi
- Far Cry 5  - videogioco (2018); voce del pastore Jeffries.

## Doppiatori italiani
Nelle versioni in italiano delle opere in cui ha recitato, Martin Roach è stato doppiato da:
- Roberto Draghetti in Cube Zero, Le cronache dei morti viventi, Locke & Key (st. 1)
- Alberto Angrisano in Kit Kittredge: An American Girl, Falling Skies, Locke & Key (st. 2)
- Alessandro Ballico ne Il caso Spotlight, The Prodigy - Il figlio del male, Shazam!
- Stefano Thermes in Come creare il ragazzo perfetto, Reacher, Transplant
- Simone Mori ne La forma dell'acqua - The Shape of Water, Qualcuno salvi il Natale, Cruel Intentions
- Fabrizio Russotto in Un'eredità per Natale, Hudson & Rex
- Alberto Olivero in Piccoli Brividi (ep. 2x07)
- Riccardo Lombardo in Piccoli Brividi (ep. 3x04)
- Marco De Risi in Detective Monk
- Gaetano Lizzio in Cake - Ti amo, ti mollo... ti sposo
- Davide Marzi ne L'amore in gioco
- Stefano Mondini in Aaron Stone
- Massimiliano Plinio in The Expanse
- Emilio Mauro Barchiesi in Ogni giorno
- Giorgio Bonino in Code 8
- Alessandro Messina in Code 8 (ridoppiaggio)
- Fabrizio Vidale in Good Witch
- Massimo De Ambrosis in Dino Dana
- Dario Oppido in See
- Achille D'Aniello in American Gods
- Gabriele Tacchi in The Man From Toronto
- Francesco De Francesco in Tracker
- Andrea Pirolli ne Gli orrori di Dolores Roach
- Roberto Fidecaro in The Umbrella Academy

Da doppiatore è stato sostituito da:
- Claudio Moneta in Rescue Heroes - Squadra soccorso, Avengers
- Massimo Corvo in Crash Canyon (Reginald Manderbelt)
- Stefano De Sando in Crash Canyon (La Vedova)
- Alan Bianchi in Mike il cavaliere
- Maurizio Trombini ne L'ispettore Gadget
- Stefano Albertini in Far Cry 5
- Pietro Ubaldi in My Little Pony: Ritrova la tua magia
- Nicola Braile in Go! Dog. Go!
- Andrea Ward in Rubble & Crew